# Dominic Sessa
Dominic Sessa, född 25 oktober 2002 i Cherry Hill, New Jersey, är en amerikansk skådespelare.
Sassa är (november 2023) student vid Carnegie Mellon School of Drama och har medverkat i filmen The Holdovers där han spelar en av huvudrollerna, som Angus Tully. För sin prestation vann han Washington D.C. Area Film Critics Association Award for Best Breakthrough Performance år 2023. Av Variety blev han samma år utsedd till en av 10 skådespelare att ha koll på.

## Filmografi (i urval)
- 2023 – The Holdovers
- 2025 – Now You See Me: Now You Don't